# 212073 Carlzimmer
212073 Carlzimmer è un asteroide della fascia principale. Scoperto nel 2005, presenta un'orbita caratterizzata da un semiasse maggiore pari a 2,5379290 au e da un'eccentricità di 0,1164391, inclinata di 1,88854° rispetto all'eclittica.